# Épreuve du 500 mètres aux Jeux olympiques d'été de 2000
Navigation
Athènes 2004
L'épreuve du 500 mètres féminine aux Jeux de 2000 consiste en une course contre-la-montre dans laquelle chacune des 16 participantes essaye d'établir le meilleur temps en parcourant deux tours de piste (500 mètres).

## Présentation
C'est la première fois que le 500 mètres contre-la-montre est au programme olympique.
Tour à tour Daniela Larreal, Chris Witty, Wang Yan, Michelle Ferris puis Félicia Ballanger ont amélioré le record olympique de la distance.

## Course (16 septembre)
| Rang | Athlète              | Pays             | Temps         |
| ---- | -------------------- | ---------------- | ------------- |
| 1    | Félicia Ballanger    | France           | 34 s 140 (RO) |
| 2    | Michelle Ferris      | Australie        | 34 s 696      |
| 3    | Jiang Cuihua         | Chine            | 34 s 768      |
| 4    | Wang Yan             | Chine            | 35 s 013      |
| 5    | Chris Witty          | États-Unis       | 35 s 230      |
| 6    | Ulrike Weichelt      | Allemagne        | 35 s 315      |
| 7    | Kathrin Freitag      | Allemagne        | 35 s 473      |
| 8    | Tanya Dubnicoff      | Canada           | 35 s 486      |
| 9    | Iryna Yanovych       | Ukraine          | 35 s 512      |
| 10   | Daniela Larreal      | Venezuela        | 35 s 728      |
| 11   | Magali Faure-Humbert | France           | 35 s 766      |
| 12   | Szilvia Szabolcsi    | Hongrie          | 35 s 778      |
| 13   | Lori-Ann Muenzer     | Canada           | 35 s 846      |
| 14   | Lyndelle Higginson   | Australie        | 35 s 859      |
| 15   | Oksana Grishina      | Russie           | 36 s 169      |
| 16   | Fiona Ramage         | Nouvelle-Zélande | 36 s 536      |
| 17   | Mira Kasslin         | Finlande         | 37 s 145      |

## Sources
- Résultats